# Corinna Mura
Pour les articles homonymes, voir Mura.

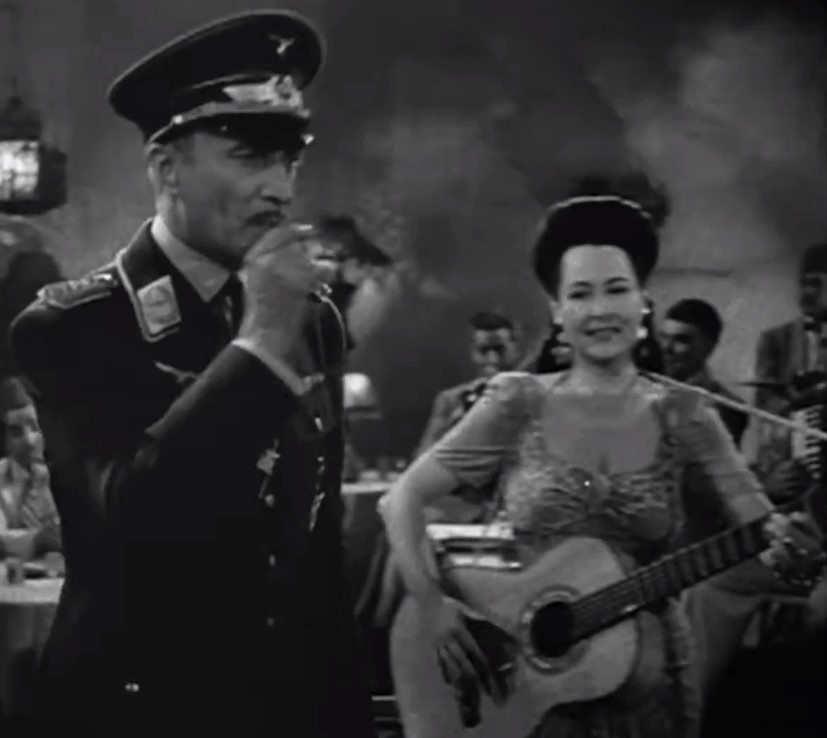
Avec Conrad Veidt, dans Casablanca (1942)

Corinna Wall, née le 16 mars 1910 à San Antonio (Texas) et morte le 1er août 1965 à Mexico (Mexique), est une actrice, chanteuse et guitariste américaine, connue sous le nom de scène de Corinna Mura.

## Biographie
Principalement chanteuse et guitariste (entre autres de cabaret), Corinna Mura se produit à ce titre dès le début des années 1930. Au cinéma, elle apparaît dans sept films américains, les trois premiers sortis en 1942, le plus connu étant Casablanca de Michael Curtiz (elle y interprète deux chants en s'accompagnant à la guitare, dont La Marseillaise aux côtés de Paul Henreid).
Elle retrouve le réalisateur Michael Curtiz sur deux autres films, Passage pour Marseille (1944, avec Humphrey Bogart et Michèle Morgan) puis Pour elle un seul homme (1957, avec Ann Blyth et Paul Newman), son septième et ultime tournage. Entretemps, mentionnons encore Sérénade à Mexico de William Keighley (son avant-dernier film, 1947, avec Shirley Temple et Franchot Tone).
En 1944-1945, pour son unique prestation à Broadway (New York), Corinna Mura chante dans la comédie musicale Mexican Hayride (en), sur une musique de Cole Porter, aux côtés de June Havoc dans le rôle principal.
Elle meurt prématurément à Mexico en 1965, à 55 ans, des suites d'un cancer.

## Filmographie complète
- 1942 : À nous la marine (Call Out the Marines) de Frank Ryan et William Hamilton : Zana Zaranda
- 1942 : Prisoner of Japan  d'Arthur Ripley et Edgar G. Ulmer : Loti
- 1942 : Casablanca de Michael Curtiz : la chanteuse à la guitare
- 1944 : Passage pour Marseille (Passage to Marseille) de Michael Curtiz : la chanteuse
- 1945 : The Gay Senorita (en) d'Arthur Dreifuss : Corinna
- 1947 : Sérénade à Mexico (Honeymoon) de William Keighley : Senora Mendoza
- 1957 : Pour elle un seul homme (The Helen Morgan Story) de Michael Curtiz : la guitariste

## Théâtre à Broadway (intégrale)
- 1944-1945 : Mexican Hayride (en), comédie musicale produite par Michael Todd, musique et lyrics de Cole Porter, livret de Dorothy et Herbert Fields : Lolita Cantine

## Note et référence
1. ↑  D'après sa fiche d'état-civil sur Find a Grave.